# Calycobolus nutans
Calycobolus nutans är en vindeväxtart som först beskrevs av Mocino, Amp; Sesse och Jacques Denys Denis Choisy, och fick sitt nu gällande namn av D. F.Austin. Calycobolus nutans ingår i släktet Calycobolus och familjen vindeväxter. Inga underarter finns listade i Catalogue of Life.